# 坎纳普拉姆
坎纳普拉姆（Kannapuram），是印度喀拉拉邦Kannur县的一个城镇。总人口18568（2001年）。

## 人口
该地2001年总人口18568人，其中男性8564人，女性10004人；0—6岁人口1820人，其中男952人，女868人；识字率83.65%，其中男性为86.30%，女性为81.38%。